# Pământul făgăduinței (film din 1975)
Pământul făgăduinței este un film dramatic polonez din 1975 regizat de Andrzej Wajda.
În sondajul din 2015 realizat de Muzeul Polonez al Cinematografiei din Łódź, Pământul făgăduinței a fost considerat cel mai bun film polonez din toate timpurile.

## Aprecieri critice
Enciclopedia cinematografică germană Lexikon des internationalen Films descrie astfel acest film: „Mizeria și disperarea muncitorilor textiliști polonezi exploatați la începutul secolului al XIX-lea, confruntați cu carierismul cinic, cu îngâmfarea și cu disprețul pentru oameni al celor trei antreprenori din noua generație. Inspirat dintr-un roman al câștigătorului premiului Nobel W. S. Reymont, Wajda descrie apariția capitalismului modern folosind exemplul tânărului oraș Lódz - o panoramă socială amplă, de un naturalism adesea flagrant și dezvoltată într-un mod excesiv. Chiar dacă critica regizorului depășește uneori ținta, filmul său cu decoruri opulente este, de asemenea, expresia unui angajament convins față de cei oprimați.”.